# Guano Apes

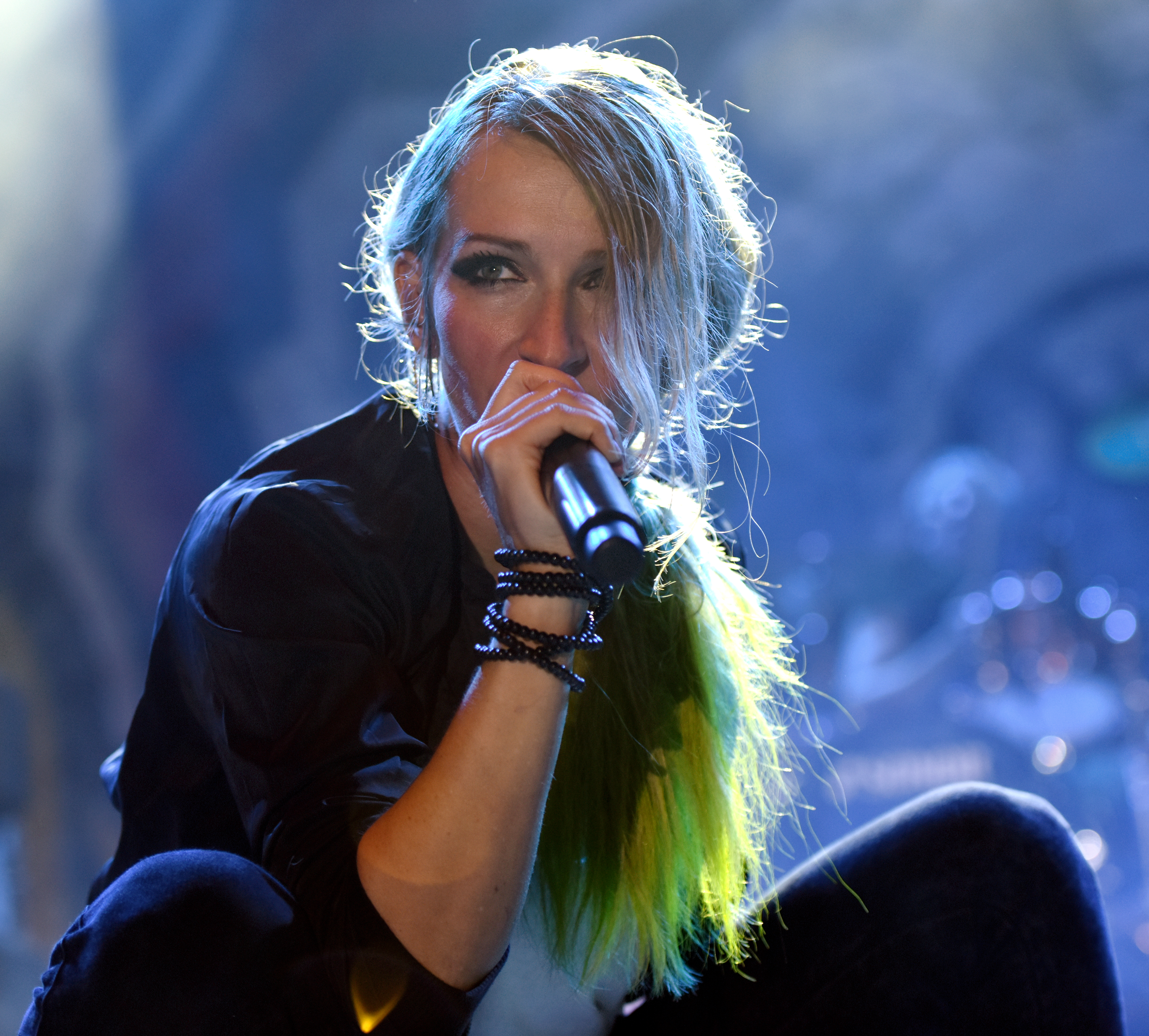
Sandra Nasić mit den Guano Apes auf dem Open Flair 2015

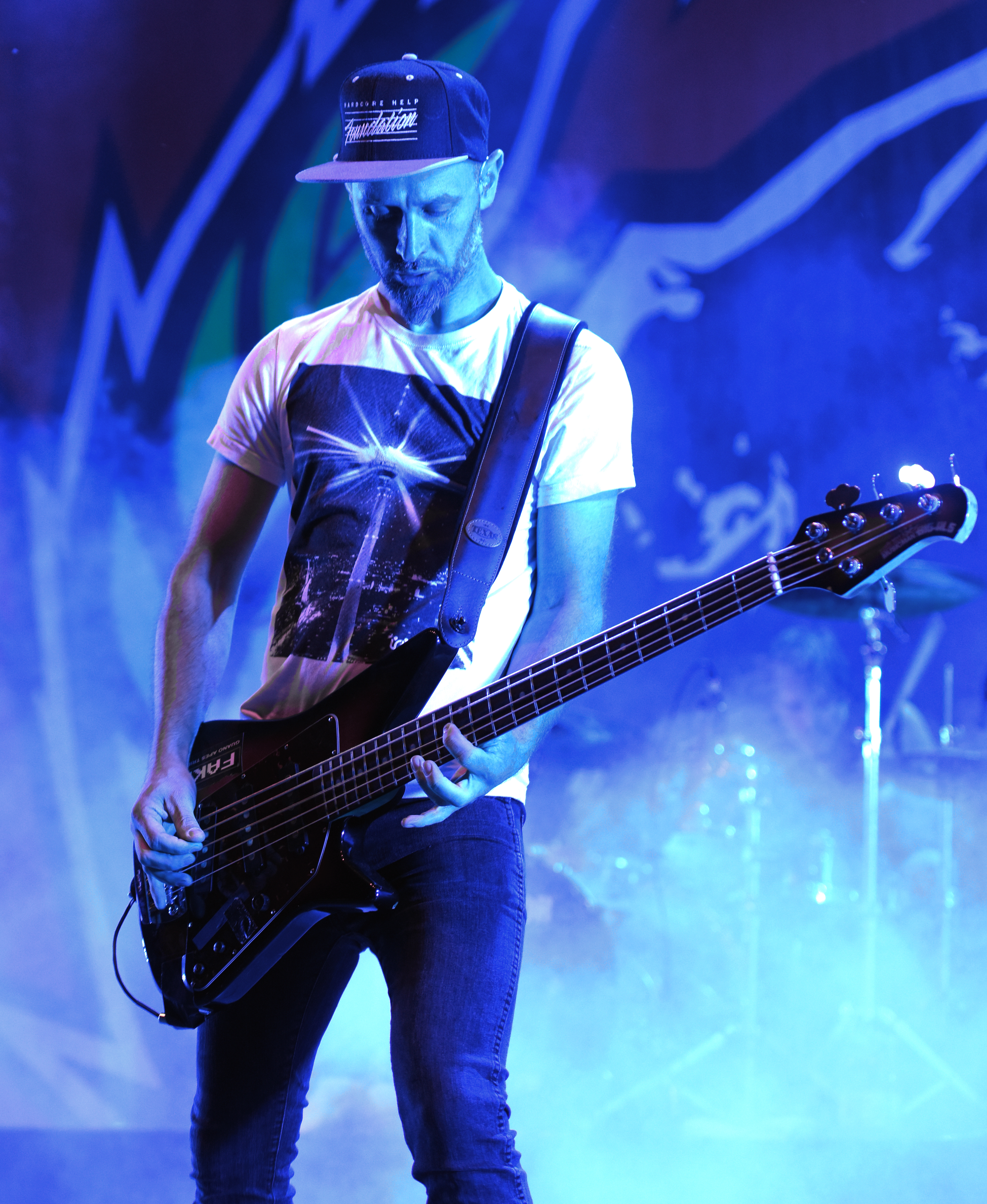
Stefan Ude auf dem Open Flair 2015

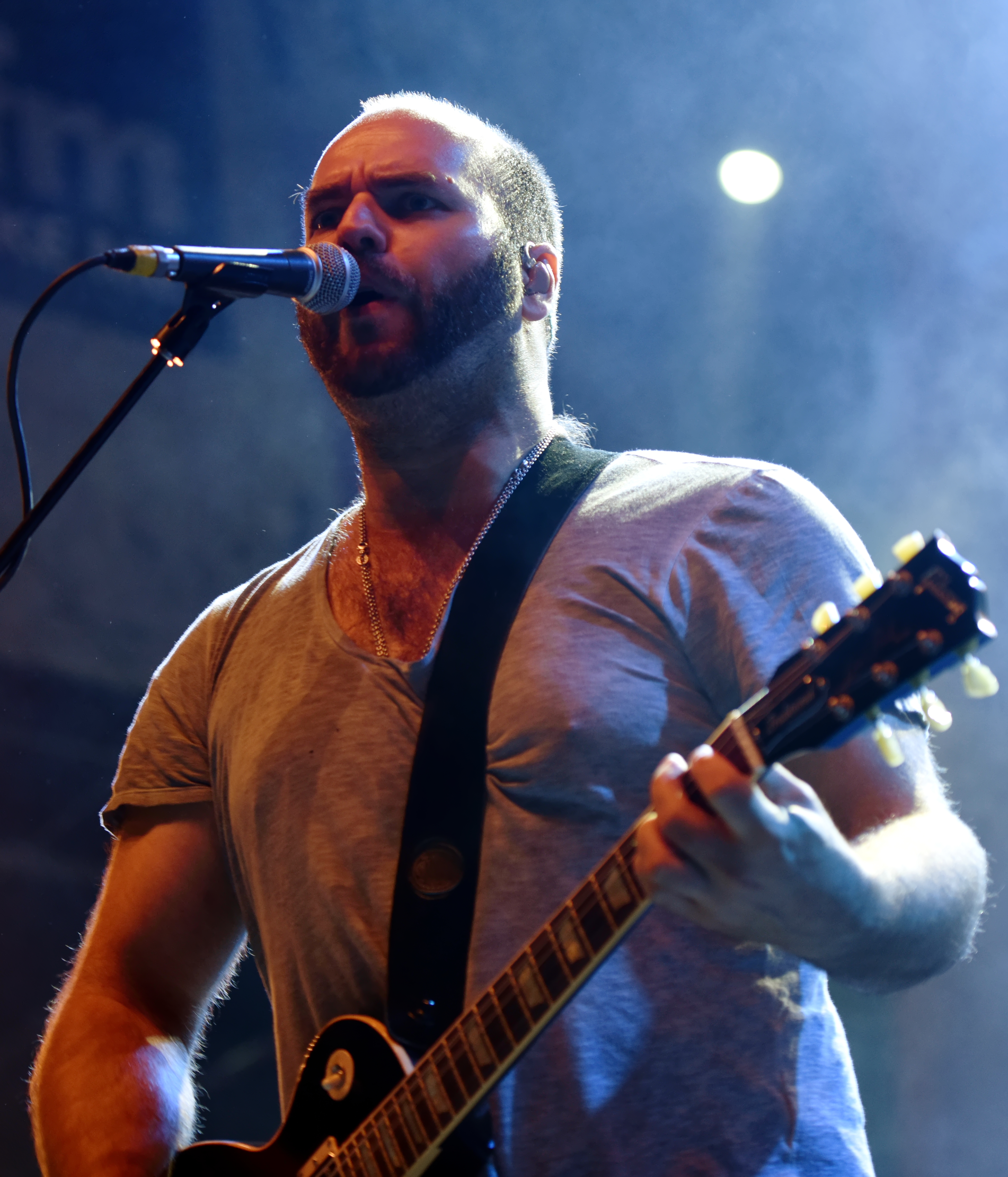
Henning Rümenapp auf dem Open Flair 2015

Guano Apes (auch Guano Babes) ist eine mit Unterbrechung seit 1994 bestehende deutsche Rockband aus Göttingen. Bislang verkaufte sie weltweit über vier Millionen Tonträger.

## Geschichte

### 1994–2000: Gründung undProud Like a God
1994 gründeten Henning Rümenapp, Dennis Poschwatta und Stefan Ude in Göttingen die Band Guano Apes. Noch im selben Jahr stieß Sandra Nasić zu ihnen. Die vier hatten ihren ersten Erfolg, als sie sich 1996 bei dem Nachwuchswettbewerb „Local Heroes“, der von Radio ffn und VIVA veranstaltet wurde, gegenüber 1000 Konkurrenten durchsetzten. Ihren ersten Liveauftritt hatten die Guano Apes am 10. März 1994 in Moringen.
Mit dem vom Land Niedersachsen gestifteten Preisgeld finanzierten sie ihr erstes Album Proud Like a God, das 1997 erschien. Die Reaktion auf die Platte war zu Beginn etwas verhalten. Das änderte sich jedoch recht schnell und das Album konnte sich über ein Jahr in den deutschen Charts halten. Auch die ausgekoppelten Singles „Open Your Eyes“ und „Lords of the Boards“ wurden zu Hits und sind immer noch bekannte Lieder der Band. „Lords of the Boards“ war eine Auftragskomposition für die Snowboardweltmeisterschaften. Vorgeschrieben war nur der Titel „Lords of the Boards“ und er musste in den Song integriert werden. Es folgte eine 18-monatige Tour durch Europa und die Vereinigten Staaten, welche die Band auch international bekannt machte und das erste Album mit über drei Millionen Exemplaren zu einem der meistverkauften Debüt-Alben machte. Die Gruppe erhielt dafür den IFPI-Preis.
Die Guano Apes waren eine der ersten deutschen Musikgruppen, die intensiv das Internet nutzten. Zuständig dafür war der Designer Friedel Muders, der das komplette „Visuelle Image“ der Band gestaltete. Er wurde für die Covergestaltung, die Multimedia-Teile auf den CDs und DVDs und für das Konzept und die Gestaltung der Website 2001 mit dem deutschen Musikpreis Echo ausgezeichnet.

### 2000–2004:Don’t Give Me NamesundWalking on a Thin Line
Im Jahr 2000 erschien ihr zweites Album Don’t Give Me Names. Die Platte wurde mit einem Echo und einem MTV Music Award ausgezeichnet. Auch die ausgekoppelte Single „Big in Japan“ (im Original von Alphaville) wurde ein Erfolg.
Das 2003 erschienene dritte Album Walking on a Thin Line setzte den internationalen Erfolg seiner Vorgänger fort. Im September desselben Jahres kündigte die Band überraschend eine Auszeit an, da sich die Mitglieder nach eigener Aussage erst einmal auf Soloprojekte konzentrieren wollten.

### 2004–2006:Lost (T)apesund Auflösung
Im Jahr 2004 hatten sie drei Auftritte auf kleineren Festivals. Am 15. November 2004 veröffentlichten sie die Single Break the Line. Sandra Nasić sagte in einem Interview, dass sich die Band immer weniger verstanden habe. Laut Poschwatta war aber auch das Thema Geld ein nicht unwesentlicher Trennungsgrund:

„Grundsätzlich gings um den schnöden Mammon – ums Geld. Das ist ja auch das häufigste Problem, weswegen sich Bands auflösen. Wenn einer halt meint, er ist der geborene Rockstar oder was auch immer, wenn man halt den Boden verliert – so könnte ichs jetzt mal bezeichnen. Es war auch nicht möglich, Sandra wieder auf den Boden der Tatsachen zurückzubringen. Wenn man in seinem Umfeld auch noch durch Anwälte in dusseligen Sachen oder Meinungen bestärkt wird, wird das schwierig. Es ist wie in einer Ehe oder Beziehung – irgendwann gibt es Krach, dann geht es halt nicht mehr.“

Als Letztes veröffentlichte die Band ihre zweite DVD Planet of the Apes / The Documentary. Es folgte die Abschiedstour „Planet of the Apes“. Ihr letztes Konzert spielten sie im Jolly Joker in Braunschweig. Am 1. Dezember 2006 erschien das Album Lost (T)apes, dieses ist auch als Doppel-CD unter dem Namen The Best and the Lost (T)Apes erhältlich. Die Platte enthält Demo-Tracks aus den Jahren 1994 bis 1995.

### 2006–2008: Nach der Auflösung
Die einzelnen Musiker arbeiteten alle weiterhin im Musikgeschäft. Dennis Poschwatta veröffentlichte 2006 mit dem ehemaligen Guano Apes-Tontechniker „G-Ball“ unter dem Namen Tamoto ein Album auf Gun Records und 2007 eine EP auf dem Online-Only-Label Fuego. An diesem Projekt beteiligen sich auch Stefan Ude und Henning Rümenapp. Henning Rümenapp betätigte sich als Musiklehrer und Dozent und arbeitete in verschiedenen Gremien der deutschen Musikkultur. Sandra Nasić veröffentlichte am 28. September 2007 ihr Soloalbum The Signal. Henning Rümenapp, Dennis Poschwatta und Stefan Ude gründeten im September 2006 zusammen mit dem R ’n’ B-Sänger Charles Simmons die Band iO, mit der sie 2007 über 50 Konzerte spielten. Am 1. August 2008 erschien ihr erstes Album For the Masses.

### 2009: Comeback
2009 fand sich die Band erneut zusammen und spielte im Sommer auf Festivals in Europa. Zum Comeback äußerte sich Bandmitglied Henning:

„Es [hat] mich wie aus dem blauen Himmel getroffen, als irgendwann Ende 2008 der Stefan, unser Bassist, ankam und sagte: ‚Ich bring die Band wieder zusammen. Ich treff mich mit Sandra und mach das.‘ […] Irgendwann kam er dann wieder und sagte: ‚Ich hab mit Sandra gesprochen und die hat auch Bock und wir beide könnten uns vorstellen, mit euch ein paar Europa-Festivals zu spielen.’ Dann haben wir uns getroffen und uns erst mal vorsichtig aneinander herangetastet. Es war wesentlich unkomplizierter, als es sich jeder von uns gedacht oder befürchtet hatte. Wir haben gemerkt, dass sich eine Menge verändert hat. Jeder von uns ist deutlich relaxter geworden. Wir haben mit 18 Jahren angefangen, haben das 300 Tage im Jahr elf Jahre lang gemacht, und jetzt hatte jeder mal Zeit ein Privatleben zu führen und ganz viele andere Erfahrungen und Impulse zu sammeln.“

Die Guano Apes spielten am 5. und 7. Juni 2009 auf den Rockfestivals Rock im Park und Rock am Ring. Auf dem Tuborg Green Fest Festival in Bukarest, der letzten Etappe der Festival-Tour, kündigte die Gruppe ein neues Studioalbum für das Jahr 2010 an. Es erschien schließlich am 1. April 2011 unter dem Titel Bel Air. Die erste Single ist Oh What a Night, welche am 18. März veröffentlicht wurde.

„Wir wollten uns selber erstmal für uns finden. Am allerletzten Konzert der Saison saßen wir dann im Nightliner zusammen und besprachen: ‚Wie ist das für jeden? Fühlt sich das gut an? Wollen wir weitermachen?’ Dann haben alle einstimmig beschlossen: ,Wir machen eine Platte.'“

Die Gründe für die Trennung und die Wiedervereinigung nach vier Jahren ordnet die Band mit dem zeitlichen Abstand anders ein als noch 2004 und spricht in aktuellen Interviews offen darüber:

„Das ist einfach ein natürlicher Weg. Du kannst nicht mit so viel Vollgas, wie wir für diese Band seit der Schule gegeben haben, zehn Jahre nonstop unterwegs sein. Das funktioniert einfach nicht. Du powerst irgendwann komplett aus. Für mich war wichtig, wieder ein normales Leben zu leben.“

„Wieder oder überhaupt mal. Es ist ja auch kein Geheimnis, dass wir uns gefetzt haben, weil wir so lange aufeinander gehangen sind. Wir haben uns in den letzten Jahren dann langsam aneinander angenähert. Der Entschluss nach dem letzten Konzert eine Platte zu machen, war fast ein bisschen wie eine Band neu gründen. Das ist jetzt auch eine neue Ära für die Guano Apes.“

2014 nahm Sandra Nasić an der Fernsehshow Sing meinen Song – Das Tauschkonzert teil, dort wurden mehrere Lieder der Band von anderen Musikern gesungen.

## Tourneen
- 1998–1999: Proud Like a God
- 2000: US-Package-Tour mit Creed (28. April bis 10. Mai 2000)
- 2005: Planet of the Apes Tour (5. bis 20. Februar 2005)
- 2009: Summer Festival Tour (10. Mai bis 5. September 2009)
- 2011: Bel Air Tour (5. Oktober 2011 bis 8. Februar 2012)
- 2014: Offline Tour
- 2017: Proud Like A God Tour 2017
- 2022: Can't Stop Us Tour

## Diskografie
Studioalben

| Jahr | Titel Musiklabel                                | Höchstplatzierung, Gesamtwochen, AuszeichnungChartplatzierungen (Jahr, Titel, Musiklabel, Platzierungen, Wochen, Auszeichnungen, Anmerkungen) | Höchstplatzierung, Gesamtwochen, AuszeichnungChartplatzierungen (Jahr, Titel, Musiklabel, Platzierungen, Wochen, Auszeichnungen, Anmerkungen) | Höchstplatzierung, Gesamtwochen, AuszeichnungChartplatzierungen (Jahr, Titel, Musiklabel, Platzierungen, Wochen, Auszeichnungen, Anmerkungen) | Höchstplatzierung, Gesamtwochen, AuszeichnungChartplatzierungen (Jahr, Titel, Musiklabel, Platzierungen, Wochen, Auszeichnungen, Anmerkungen) | Anmerkungen                                                 |
| Jahr | Titel Musiklabel                                | DE | AT | CH | UK | Anmerkungen                                                 |
| ---- | ----------------------------------------------- | --- | --- | --- | --- | ----------------------------------------------------------- |
| 1997 | Proud like a God Gun Records (BMG Ariola)       | DE5 Platin · (76 Wo.)DE | AT5 Gold · (36 Wo.)AT | CH13 Platin · (33 Wo.)CH | — | Erstveröffentlichung: 6. Oktober 1997 Verkäufe: + 3.000.000 |
| 2000 | Don’t Give Me Names Gun Records (BMG Ariola)    | DE1 Gold · (38 Wo.)DE | AT1 (16 Wo.)AT | CH5 Gold · (18 Wo.)CH | — | Erstveröffentlichung: 2. Mai 2000 Verkäufe: + 215.000       |
| 2003 | Walking on a Thin Line Gun Records (BMG Ariola) | DE1 Gold · (30 Wo.)DE | AT5 (15 Wo.)AT | CH8 (18 Wo.)CH | — | Erstveröffentlichung: 3. Februar 2003 Verkäufe: + 110.000   |
| 2011 | Bel Air Columbia Records (Sony)                 | DE1 Gold · (18 Wo.)DE | AT5 (7 Wo.)AT | CH2 (23 Wo.)CH | — | Erstveröffentlichung: 1. April 2011 Verkäufe: + 100.000     |
| 2014 | Offline SevenOne (Sony)                         | DE8 (7 Wo.)DE | AT26 (3 Wo.)AT | CH31 (2 Wo.)CH | — | Erstveröffentlichung: 30. Mai 2014                          |

## Auszeichnungen
- 1997: Comet für das Album Proud Like a God
- 1998: Echo für das Musikvideo zu „Lords of the Boards“
- 1998: Bravo Otto Silber für Band Rock
- 2000: MTV Europe Music Award in der Kategorie „Bester deutscher Act“
- 2001: Eins Live Krone an Sandra Nasić als „beste Sängerin“
- 2003: Eins Live Krone an Guano Apes als „beste Band“